# Krzysztof Kieślowski
Krzysztof Kieślowski ( Udtale ?) (født 27. juni 1941 Warszawa, Polen, død 13. marts 1996 i Warszawa) var en polsk filminstruktør og manuskriptforfatter.

## Filmografi

### Dokumentarer/kortfilm
- From the City of Łódź (Z miasta Łodzi) (1969)
- I Was a Soldier (Byłem żołnierzem) (1970)
- Workers '71: Nothing About Us Without Us (Robotnicy '71: Nic o nas bez nas) (1971)
- Pedestrian Subway (Przejście podziemne) (1973)
- First Love (Pierwsza miłość) (1974)
- Curriculum Vitae (Życiorys) (1975)
- Hospital (Szpital) (1976)
- The Calm (Spokój) (1976)
- I Don't Know (Nie wiem) (1977)
- From a Night Porter's Point of View (Z punktu widzenia nocnego portiera) (1978)
- Station (Dworzec) (1981)
- Short Working Day (Krótki dzień pracy) (1981)

### Spillefilm
- Personnel (Personnel) (1975)
- The Scar (Blizna) (1976)
- Camera Buff (Amator) (1979)
- Blind Chance (Przypadek) (1981)
- No End (Bez końca) (1984)
- Dekalog (1989-90) (serie af 10 tv-film)
- En lille film om kunsten at dræbe (Krótki film o zabijaniu) (1988)
- En kærlighedshistorie (Krótki film o miłości) (1988)
- Veronikas to liv (La Double vie de Véronique/Podwójne życie Weroniki) (1991)
- Blå (Trois couleurs: Bleu) (1993)
- Hvid (Trois couleurs: Blanc/Trzy kolory: Biały) (1994)
- Rød (Trois couleurs: Rouge) (1994)